# Coroner
Ein Coroner ist im angelsächsischen Rechtskreis ein Untersuchungsbeamter, der bei zweifelhafter oder unnatürlicher Todesart oder in Katastrophenfällen in einem rechtsförmlichen Verfahren die Identität und die Todesursache Verstorbener feststellt.

## Voraussetzungen
Der Coroner ist ein Verwaltungsbeamter, Kriminalist oder Jurist, meist aber kein Rechtsmediziner („medical examiner“). Auch in Fällen, in denen ein Mediziner Coroner ist, agiert er als „Verwaltungsbeamter“. Die Voraussetzungen zur Ausübung des Amtes variieren in den Rechtsordnungen der einzelnen Staaten erheblich.

## Geschichte
Das Amt des Coroners entstand im mittelalterlichen England, vermutlich schon im 11. Jahrhundert, kurz nach der normannischen Eroberung Englands 1066 und wurde im September 1194 offiziell eingeführt, um die Klagen der Krone zu verwalten („custos placitorum coronae“). Davon leitet sich die Bezeichnung „Coroner“ ab. Damals waren das Funktionsträger einer Grafschaft, deren Aufgabe es in erster Linie war, die finanziellen Interessen des Königs in Strafverfahren zu wahren. Gedacht war dies auch als Kontrolle gegenüber dem örtlichen Sheriff einer Grafschaft. In Kapitel 24 der Magna Carta von 1215 wurde dann weiter spezifiziert, dass der Coroner ein Verwaltungsbeamter war, der die Interessen der Krone zu wahren hatte und kein unparteiischer Richter.
In der Rechtspraxis war derjenige, der auf eine oder einen Toten traf, von dem er annahm, dass er eines unnatürlichen oder plötzlichen Todes gestorben sei, gehalten, das sofort öffentlich zu machen, „Zeter und Mordio“ zu schreien, worauf der Coroner gehalten war, eine Untersuchung einzuleiten. Daraus ist heute die Verpflichtung für jedermann geworden, es dem örtlich zuständigen Coroner zu melden, wenn ihm ein ungewöhnlicher Todesfall bekannt wird.
Von England aus wurde das Amt in viele Rechtssysteme tradiert, die unter dem Einfluss englischen Rechts geschaffen wurden, vor allem in den britischen Kolonien. Der erste Fall solcher Tradition war die Einführung des Coroner-Amtes in Wales 1284 durch das Statut von Rhuddlan, nachdem Wales 1282 durch König Eduard I. von England erobert worden war.

## Kompetenz
In welchen Fällen ein Coroner eine Untersuchung beginnen muss, wird ihm durch örtliches Recht zugewiesen. Vorrangig handelt es sich um plötzliche, unerwartete, verdächtige oder gewaltsame Todesfälle und solche, bei denen eine Betreuung durch einen Arzt zuvor nicht stattfand. Darüber hinaus stellt er Sterbeurkunden aus und führt das Sterberegister. Weitere Aufgaben können ihm durch örtliches Recht zugewiesen sein.

## Verfahren
Das Verfahren des Coroners ist von der Form an ein Gerichtsverfahren angelehnt. Es wird jedoch streng nach dem Amtsermittlungsgrundsatz durchgeführt, so dass zwar Zeugen gehört werden, Prozessparteien aber nicht auftreten. Eine Untersuchung durch den Coroner kann – örtlich und von der Art des Untersuchungsgegenstandes abhängend – von ihm allein oder mit Unterstützung einer Jury aus Geschworenen durchgeführt werden. Am Ende der Untersuchung eines Todesfalles durch den Coroner steht ein schriftlicher Bericht, in dem die Identität des Toten, die Todesumstände und die Todesursache festgestellt werden. Darüber hinaus kann er oder seine Jury auch – rechtsunverbindliche – Empfehlungen dazu aussprechen, wie ein entsprechender Todesfall künftig vermieden werden kann. Das geschieht in der Regel nach Unfällen mit technischen Ursachen, etwa Verkehrsunfällen. Das durch den Coroner oder seine Jury festgestellte Untersuchungsergebnis wird gegebenenfalls seitens der Anklagebehörde als Grundlage für einen Strafprozess genutzt.

## Einzelne Staaten

### Australien
In Australien wird die entsprechende Rechtsmaterie auf der Ebene der Bundesstaaten geregelt. Dementsprechend unterschiedlich sind Qualifikation der Amtsträger, Amtsbefugnisse und Verfahren ausgestaltet.

### Vereinigtes Königreich

#### England, Wales und Nordirland

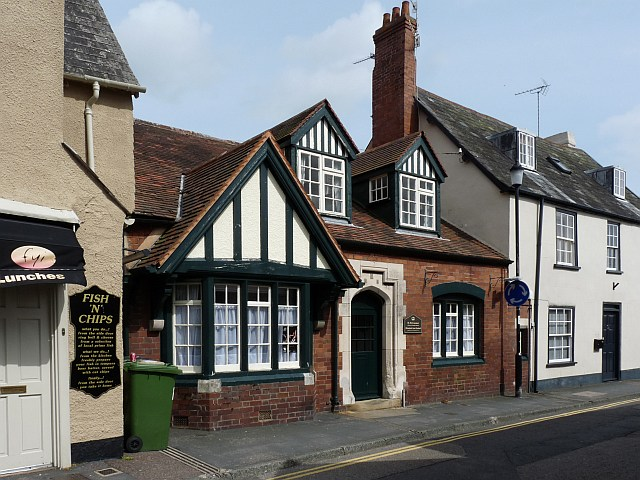
Amtssitz des Coroners in Topsham, der für Exeter und Devon zuständig ist. Das Gebäude stammt von 1892.

In England, Wales und Nordirland ist der Coroner ein unabhängiger Beamter des Gerichts, der von der Regierung von England oder Wales ernannt wird. Der Justizminister der Zentralregierung, der Lordkanzler, betreut lediglich die rechtlichen Grundlagen für die Arbeit der Coroner, hat aber sonst keinen Einfluss auf deren Einsatz und Tätigkeit. Das Verfahren vor dem Coroner (Inquest) ist ein Gerichtsverfahren, in dem zum Beispiel hinsichtlich Vereidigung von Zeugen die gleichen Regeln wie in anderen Gerichtsprozessen gelten.
In England ist, um das Amt des Coroners ausüben zu dürfen, ein medizinischer oder juristischer Abschluss Voraussetzung, wobei das weit gefasst wird und auch Kriminologie und biomedizinische Abschlüsse anerkannt werden. Weitere Voraussetzung sind mindestens fünf Jahre Berufserfahrung als Advokat, Prokurator oder Arzt. Der Coroner hat einen Stab von Beamten (Coroner’s Officers), die für ihn tätig werden. Das waren früher oft ehemalige Polizisten und sind heute vermehrt Personen aus dem Pflegebereich oder dem Rettungswesen.
Neben den oben genannten Fällen, in denen ein Coroner tätig werden muss, kommen in England und Wales noch hinzu und sind in diesen Fällen immer durchzuführen und das immer mit einer Jury: Todesfälle, die sich in Einrichtungen in der Verantwortlichkeit des Staates ereignen, also etwa bei Häftlingen im Gewahrsam der Polizei oder in Haftanstalten. In allen anderen Fällen entscheidet der Coroner selbst, ob das Verfahren mit oder ohne Jury durchgeführt werden soll. Die Jury hat gegebenenfalls sechs Geschworene.
Der Coroner stellt zunächst die Identität eines Toten fest und wie, wann und wo er zu Tode gekommen ist. Darüber hinaus stellt er fest, ob der Tod plötzlich eingetreten ist, ob die Ursache unbekannt ist, ob er gewaltsam war oder unnatürlich. Darauf basierend kann er eine Obduktion und/oder eine volle Untersuchung anordnen. Historisch konnte der Untersuchungsbericht des Coroners einen Verdächtigen benennen, worauf dann eine strafrechtliche Anklage aufbaute. Heute ist das offiziell nicht mehr vorgesehen, obwohl in der Praxis der Bericht gleichwohl so formuliert werden kann, dass er einen Schluss auf einen Verdächtigen zulässt. Das Verfahren des Coroners wird so lange vertagt, bis ein Ergebnis der Ermittlungsbehörden vorliegt. Der Untersuchungsbericht des Coroners spielt eine erhebliche Rolle in zivilrechtlichen Verfahren und bei Versicherungsfragen.
Der Coroner nimmt die Interessen des Staates in den Fällen wahr, in denen das Schatzregal ausgeübt wird. Neben diesen regulären Coroners kommt die Funktion verschiedenen Amtsinhabern ex officio zu. So ist der Lordkanzler Coroner in Fällen öffentlicher Aufstände.

#### Schottland
In Schottland liegt die Aufgabe, eine Leiche mit zweifelhafter oder unnatürlicher Todesart zu untersuchen, bei einer Behörde mit der Bezeichnung Fatal accident inquiry. Historisch lag diese Aufgabe beim Procurator fiscal.

### Hongkong
In Hongkong existiert ein eigenes Gericht des Coroners. Bevor er handelt, holt er grundsätzlich den Bericht eines Gerichtsmediziners ein. Der Coroner ist zuständig für alle Rechtsfragen im Umgang mit Leichen, kann Begräbnis, Obduktion oder Exhumierung anordnen und die Polizei anweisen, einen Todesfall zu untersuchen.

### Japan
In Japan ist die Behörde des Coroners damit betraut, in den einschlägigen Ermittlungen anderen Ermittlungsbehörden Hilfestellung zu leisten. Die Mitarbeiter sind in der Regel Kriminalbeamte mit Praxiserfahrung im Rang eines Polizeihauptmanns, die Rechtsmedizin oder Kriminalistik an der Nationalen Polizeiakademie studiert haben.

### Kanada
In Kanada ist die Rechtslage uneinheitlich. Ob die entsprechende Untersuchung von einem Coroner oder einem Rechtsmediziner durchgeführt wird, hängt vom Recht der jeweiligen Provinz oder des Territoriums ab. Coroner sind dabei Teil der jeweiligen Sicherheitsbehörde. Inhaltlich haben sich die Aufgaben, die je nach regionalem System dem Coroner oder dem Rechtsmediziner zugewiesen werden aber angenähert. In den Provinzen und Territorien British Columbia, Saskatchewan, Québec, New Brunswick, Northwest Territories, Nunavut und Yukon gibt es Coroner.
Der Chief Coroner und seine Mitarbeiter (Coroner) werden von der Regierung der jeweiligen Provinz oder des Territoriums ernannt. Der Hauptakzent der Arbeit des Coroners liegt jeweils darauf herauszufinden, wie ein entsprechender Todesfall in Zukunft vermieden werden kann.

### Neuseeland
In Neuseeland wurde das Verfahren ab dem 1. Juli 2007 neu geordnet. Es wurde eine Zentralbehörde, das Office of the Chief Coroner eingerichtet, um die Verfahren zu vereinheitlichen, zu koordinieren und Fachwissen zentral bereitzustellen. Die Coroner sind jetzt hauptberuflich tätig und haben eine juristische Qualifikation. Die betroffenen Angehörigen wurden in das Verfahren einbezogen und der Umgang mit Leichen, Leichenteilen und Gewebeproben neu geregelt. Der Amtsermittlungsgrundsatz wurde gestärkt. Das Verfahren ist in erster Linie darauf ausgerichtet, Ursachen für Todesfälle zu ermitteln, nicht unbedingt darauf, einen Schuldigen zu finden.

### USA

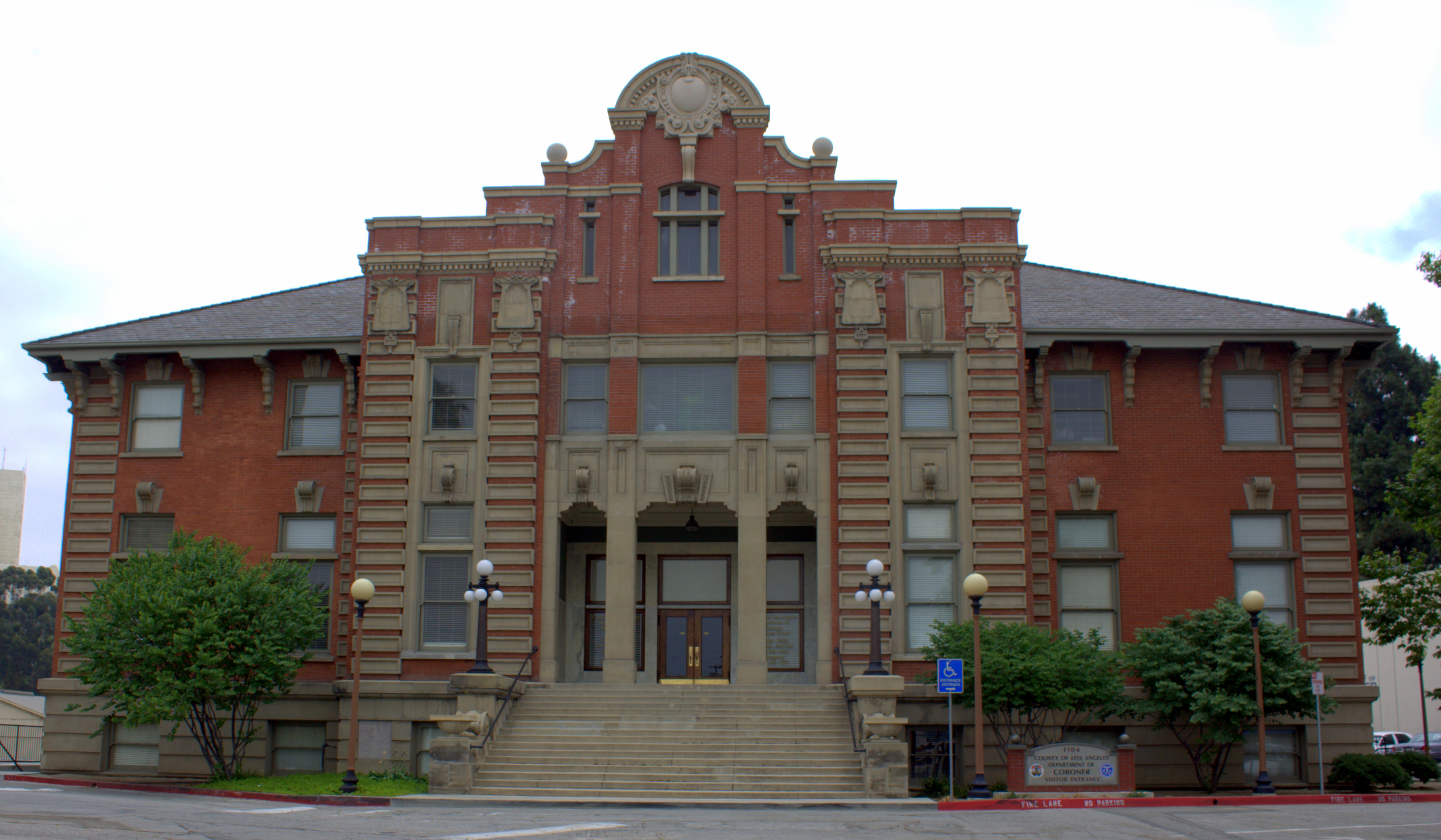
Amtssitz des Coroners für Los Angeles

In den USA wird die entsprechende Rechtsmaterie auf der Ebene der 50 Bundesstaaten geregelt. Diese haben das zum Teil an die einzelnen Counties delegiert und diese ermächtigt, die entsprechenden Aufgaben zu definieren und zu regeln. Dementsprechend vielfältig ist das Vorgehen in Bezug auf Qualifikation der Amtsträger, Amtsbefugnisse und Verfahren. Coroner werden ernannt, gewählt oder halten das Amt ex officio, weil sie ein anderes entsprechendes Amt innehaben. Von den 2342 Dienststellen in den USA, die Todesfälle untersuchen, sind 1590 Coroner (68 %). Wiederum 82 davon sind für Amtsbezirke mit mehr als 250.000 Einwohnern zuständig. In einigen Bundesstaaten ist der Coroner derjenige, der gegebenenfalls den Sheriff verhaften darf. Allen gemeinsam ist aber die zentrale Aufgabe: Ursache, Zeit und Art eines Todes festzustellen. Oft sind sie die Stelle, die eine Sterbeurkunde ausstellen muss.

## Übersetzung ins Deutsche
Da es für die Funktion des „Coroners“ im deutschen Rechtssystem kein zutreffendes Äquivalent gibt, bereitet die Übersetzung des Begriffs ins Deutsche oft Schwierigkeiten. Ein Coroner kommt in den zahlreichen aus dem Englischen ins Deutsche übersetzten Kriminalromanen immer wieder vor. Übersetzungen wie „Leichenbeschauer“ sind häufig anzutreffen, aber problematisch, da diese dem Aufgabenspektrum des Coroners nicht gerecht werden. Der Coroner ist am ehesten noch mit einem Gerichtsmediziner zu vergleichen, der zu einem Leichenfundort gerufen wird.
In einigen neueren Übersetzungen englischsprachiger Kriminalromane wird das Wort wegen dieser Schwierigkeiten nicht übersetzt, sondern auch im Deutschen als „Coroner“ wiedergegeben, wobei eine gewisse Vertrautheit des deutschen Publikums mit diesem angelsächsischen Rechtsinstitut vorausgesetzt wird.